# Albert von Schirnding

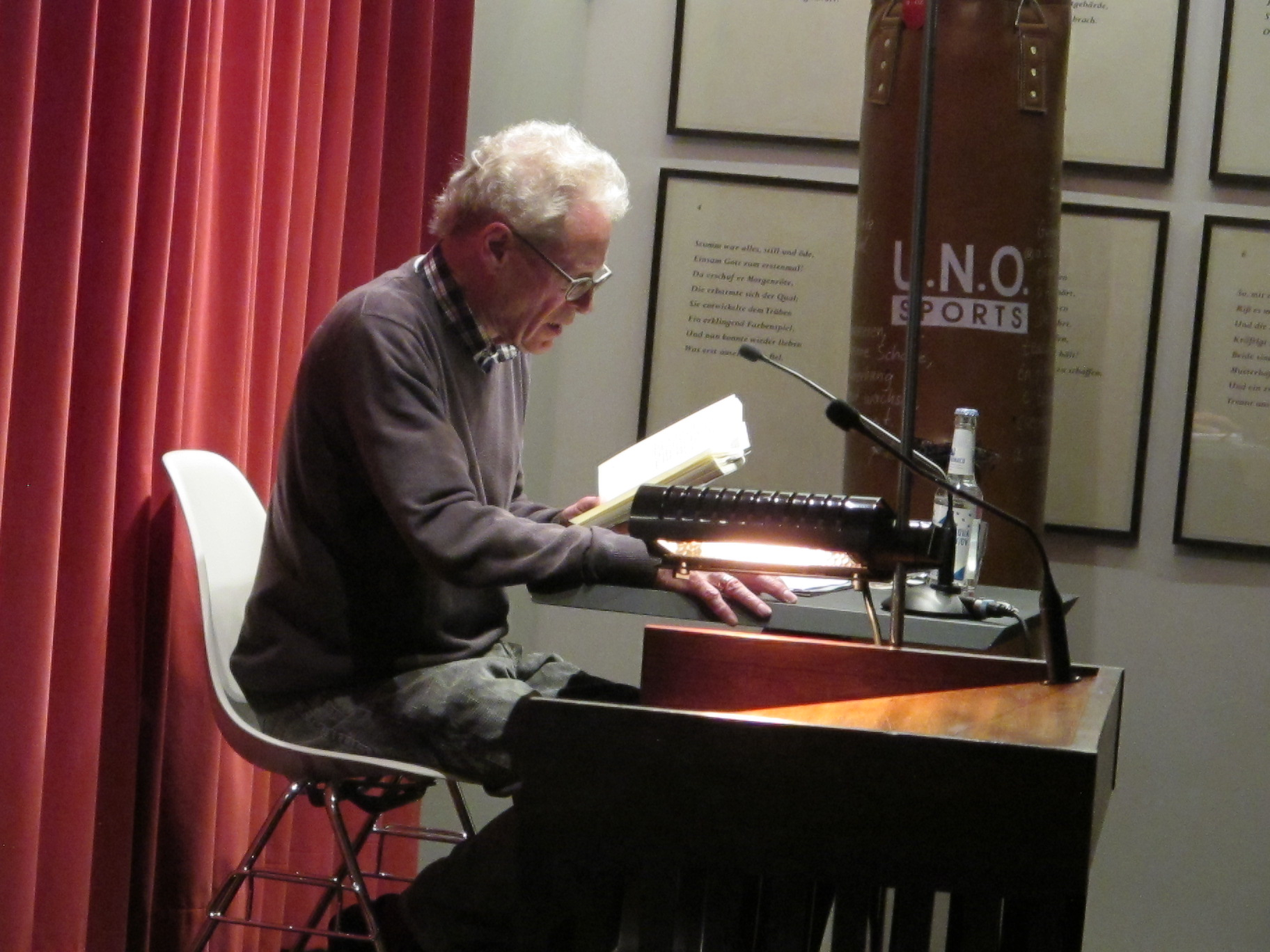
Albert von Schirnding bei einer Lesung im Lyrikkabinett 2014

Albert Freiherr von Schirnding (* 9. April 1935 in Regensburg) ist ein deutscher Klassischer Philologe, Lyriker, Erzähler, Essayist und Literaturkritiker sowie ehemaliger Studiendirektor in München.

## Leben
Albert von Schirnding wuchs in Regensburg als Sohn des „Chef[s] der Thurn-und-Taxisschen Gesamtverwaltung“ Otto Karl Freiherr Schirndinger von Schirnding und dessen Ehefrau Marie Victoire (auch Maria Viktoria) von Schirnding (geborene Gräfin Verri della Bosia, 1907–1989) auf. 1951 veröffentlichte er seine ersten Gedichte. Nach dem Abitur in Regensburg am Alten Gymnasium am Ägidienplatz, der Vorläuferschule des Albertus-Magnus-Gymnasiums, studierte er – da er zugleich Schriftsteller und Lehrer im Höheren Schuldienst werden wollte – Klassische Philologie bei Rudolf Pfeiffer in München und Walter Jens in Tübingen; einen Teil der vorlesungsfreien Zeit verbrachte er als „Feriensekretär“ bei Ernst Jünger in Wilflingen. Nach Stationen in Weiden und Ingolstadt unterrichtete er von 1965 bis 1998 am Münchner Ludwigsgymnasium, unter anderem als Studiendirektor. (Rainald Goetz, Andreas Groethuysen, Hans Honnacker und Werner Tiki Küstenmacher zählen zu seinen ehemaligen Schülern.) Als freier Mitarbeiter der Süddeutschen Zeitung ab 1970 engagierte er sich für eine an Humanität und Aufklärung orientierte Pädagogik und gegen eine „konservative Tendenzwende“ in der Bildungspolitik. Bekannt wurde er auch als Literaturkritiker, als Interpret griechischer Philosophie und als Autor autobiographischer Prosaskizzen, die er von Ende der 1980er Jahre an in seine Erzählbände integrierte.
Von 1991 bis 2003 leitete Albert von Schirnding die Abteilung Literatur in der Bayerischen Akademie der Schönen Künste. Von 2004 bis 2009 war er Vizepräsident der Akademie der Wissenschaften und der Literatur in Mainz. Als Herausgeber und Kommentator hat er Werke von Lessing und Thomas Mann bis Rainer Malkowski betreut; 2005 öffnete er die Lyrik-Anthologie Der Ewige Brunnen für zeitgenössische Texte.
Albert von Schirnding lebt mit seiner Ehefrau auf Schloss Harmating in der Gemeinde Egling in Oberbayern. Ihr gemeinsamer Sohn Askan von Schirnding ist Ultra-Radrennfahrer.

## Ehrungen und Mitgliedschaften
- 1980 Ehrengabe der Bayerischen Akademie der Schönen Künste
- 1982 Johann-Heinrich-Merck-Preis Darmstadt für literarische Kritik und Essay (verliehen durch die Deutsche Akademie für Sprache und Dichtung; Laudatio: Joachim Kaiser)
- 1982 Schwabinger Kunstpreis
- 1983 Ordentliches Mitglied der Bayerischen Akademie der Schönen Künste
- 2000 Kritikerpreis des Kulturkreises im Bundesverband der deutschen Industrie
- 2004 Ordentliches Mitglied der Mainzer Akademie der Wissenschaften und der Literatur
- 2005 Hans-Prinzhorn-Medaille der Deutschsprachigen Gesellschaft für Kunst und Psychopathologie des Ausdrucks
- 2006 Kulturpreis der Stadt Regensburg
- 2008 Friedrich-Baur-Preis der Bayerischen Akademie der Schönen Künste (Laudatio: Friedrich Denk)
- 2017 Preis der Dr. Margrit Egnér-Stiftung
- Mitglied im P.E.N.-Zentrum Deutschland; Mitglied der Jury des Joseph-Breitbach-Preises, des Rainer-Malkowski-Preises u. a.

## Werke

### Lyrik
- Falterzug. Hanser, München 1956. Widmung: Für Georg Britting
- Blüte und Verhängnis. Hanser, München 1958
- Aug in Aug. Relief, Würzburg 1962. Mit Grafiken von Alfred Darda
- Bedenkzeit. Gedichte und kleine Prosa. Langewiesche-Brandt, Ebenhausen 1977, 2. Aufl. 1978. ISBN 3-7846-0099-9
- Mit anderen Augen. Langewiesche-Brandt, Ebenhausen 1986. ISBN 3-7846-0131-6
- Schneemanngedichte. Langewiesche-Brandt, Ebenhausen 1992. ISBN 978-3-7846-0152-6
- Zwölf neue Gedichte. Langewiesche-Brandt, Ebenhausen 1995. ISBN 3-7846-0159-6
- Unter dem Namenbaum. Langewiesche-Brandt, Ebenhausen 2000. ISBN 3-7846-0173-1
- Übergabe. Achtzig Gedichte. Langewiesche-Brandt, Ebenhausen 2005. ISBN 978-3-7846-0555-5
- War ich da? Gedichte. Edition Toni Pongratz, Hauzenberg 2010. ISBN 978-3-931883-75-1
- Höhersteigen. Gedichte. Edition Toni Pongratz, Hauzenberg 2015. ISBN 978-3-931883-98-0
- Letztes Wegstück. Gedichte. Rimbaud, Aachen 2022. Nachwort: Christoph Leisten. ISBN 978-3-89086-613-0
- Dein Ich ein in die Luft geworfener Stein. Ausgewählte Gedichte. Rimbaud, Aachen 2025 (Lyrik-Taschenbuch Nr. 141). ISBN 978-3-89086-141-8

### Prosa
- Herkommen. Erzählung. Langewiesche-Brandt, Ebenhausen 1987. ISBN 3-7846-0136-7
- Posthorn-Serenade. Erzählungen. MZ-Buchverlag, Regensburg 1992. Vorwort: Konrad Maria Färber. ISBN 3-927529-05-2
- Halbkreise. Erzählungen. Langewiesche-Brandt, Ebenhausen 1997. ISBN 3-7846-0167-7
- Hamlet auf der Akropolis. Erinnerungen an die Schule. MZ-Buchverlag, Regensburg 2000. Nachwort: Eberhard Dünninger. ISBN 3-931904-76-8
- Alphabet meines Lebens. dtv, München 2000. Umschlagbild: Horst Haubner. Harmating (1981). ISBN 3-423-24202-7
- Nach dem Erwachen. Aufzeichnungen. Langewiesche-Brandt, Ebenhausen 2003. ISBN 3-7846-0183-9
- Vorläufige Ankunft. Langewiesche-Brandt, Ebenhausen 2010. ISBN 978-3-7846-0201-1
- Jugend, gestern. Jahre – Tage – Stunden. C. H. Beck, München 2015. Nachwort: Rainald Goetz. ISBN 978-3-406-67505-8
- Albergo Sole. Erinnerung an dreißig römische Lieblingsorte. Langewiesche-Brandt, Ebenhausen 2017. ISBN 978-3-7846-1231-7
- Alter Mann, was nun? Gedankengänge auf späten Wegen. C. H. Beck, München 2023. ISBN 978-3-406-80840-1
- War ich da? Von Ankünften und Abschieden. C. H. Beck, München 2025. ISBN 978-3-406-83172-0

### Essays
- Am Anfang war das Staunen. Über den Ursprung der Philosophie bei den Griechen. Kösel, München 1978. ISBN 3-466-40002-3. Neuausgabe: Langewiesche-Brandt, Ebenhausen 2008. ISBN 978-3-7846-0557-9
- Durchs Labyrinth der Zeit. Aufsätze, Essays, Reflexionen. Pfeiffer, München 1979. ISBN 3-7904-0310-5
- Die Weisheit der Bilder. Erfahrungen mit dem griechischen Mythos. Kösel, München 1979. ISBN 3-466-40023-6
- Linien des Lesens. Literarische Porträts. Langewiesche-Brandt, Ebenhausen 1982 (über Boëthius, das Nibelungenlied, Clemens Brentano, Conrad Ferdinand Meyer, James Joyce, Werner Bergengruen, Ernst Jünger, Peter Rühmkorf, Hubert Fichte). ISBN 3-7846-0119-7
- Begegnungen mit Ernst Jünger. Langewiesche-Brandt, Ebenhausen 1990. ISBN 3-7846-1211-3
- Maske und Mythos. Die Welt der griechischen Tragödie. Patmos, Düsseldorf 1991. ISBN 3-491-77603-1
- Recht und Richter im Spiegel der Literatur. Boorberg, Stuttgart 1990. ISBN 3-415-01580-7
- Literarische Landschaften. Insel, Frankfurt 1998. ISBN 3-458-33882-9
- Einführung in: Was heißt „wirklich“? Unsere Erkenntnis zwischen Wahrnehmung und Wissenschaft. Mit Beiträgen von Robert Spaemann, Manfred Frank, Hinderk Emrich, Friedrich Cramer, Hans-Peter Dürr, Raoul Schrott und Michel Henry. Hrsg. von der Bayerischen Akademie der Schönen Künste. Oreos, Waakirchen-Schaftlach 2000, S. 7–11. ISBN 3-923657-54-4
- Die Propheten von der Martiusstraße. Ein München-Kapitel in Thomas Manns „Doktor Faustus“. Steiner, Stuttgart 2003. ISBN 3-515-08307-3
- Menschwerdung. Aufsätze zur griechischen Literatur. Langewiesche-Brandt, Ebenhausen 2005. Nachwort: Franz Peter Waiblinger. ISBN 3-7846-0188-X
- Überwindung der Synthese. Zu Thomas Manns politischer Essayistik zwischen den Kriegen. Steiner, Stuttgart 2007. ISBN 978-3-515-09060-5
- Die 101 wichtigsten Fragen: Thomas Mann. C. H. Beck, München 2008. ISBN 978-3-406-57364-4
- Rückkehr eines Ausgewiesenen. Thomas Mann und die Bayerische Akademie der Schönen Künste. Geleitwort: Dieter Borchmeyer. Wallstein, Göttingen 2011. ISBN 978-3-8353-0962-3
- Autoren zu Gast bei Albert von Schirnding. Vorgestellt in der Katholischen Akademie in Bayern. Langewiesche-Brandt, Ebenhausen 2012 (über Elazar Benyoëtz, Petra Morsbach, Uwe Timm, Claudio Magris, Sigrid Damm, Michael Krüger, Reiner Kunze, Sibylle Lewitscharoff, Dagmar Nick, Thomas Hürlimann, Inge Jens, Tankred Dorst, Angela Krauß, Hans Maier, Arnold Stadler). Vorwort: Michael Krüger. ISBN 978-3-7846-1227-0
- Galerie der guten Geister. Von Sappho bis Beckett. C. H. Beck, München 2020. ISBN 978-3-406-75013-7

### Übersetzungen (Auswahl)
- Kranich am Meer. Koreanische Gedichte. Hrsg.: Peter Hacksoo Lee. Übersetzungen: Albert von Schirnding, Franz Wilhelm Huber. Hanser, München 1959
- Lukian: Charon oder Die Betrachtung der Welt. dtv, München 1977. Neuausgabe: Langewiesche-Brandt, Ebenhausen 1984. ISBN 978-3-7846-0525-8
- Hesiod: Theogonie. Werke und Tage. Artemis & Winkler, München und Zürich 1991. Neuauflagen 1997, 2002 (Einführung und Register: Ernst Günther Schmidt). ISBN 3-7608-1665-7 (Erstausgabe der Werke und Tage: Hanser, München 1966)
- Platon: Symposion. C. H. Beck, München 2012. ISBN 978-3-406-63865-7
- Sappho: Und ich schlafe allein. C. H. Beck, München 2013. ISBN 978-3-406-65323-0

### Hörbücher
- Eröffnungen – Stationen der griechischen Philosophie. Sprecher: Peer Augustinski, Gert Heidenreich, Hans Korte. Produktion: Bayerischer Rundfunk, Universal Music 2000. ISBN 3-902150-04-1 & ISBN 978-3-902150-04-2
- Wahrheit im Plural – Positionen der Gegenwartsphilosophie. Sprecher: Martin Benrath, Charles Brauer, Peter Fricke. Produktion: Bayerischer Rundfunk, Universal Music 2001. ISBN 3-902150-11-4 & ISBN 978-3-902150-11-0

### Herausgeberschaften
- Ludwig Reiners: Der ewige Brunnen. Ein Hausbuch deutscher Dichtung. Aktualisiert und erweitert von Albert von Schirnding. Beck, München 2005. ISBN 978-3-406-04140-2 & ISBN 978-3-406-53638-0 (Rez.)
- Der ewige Brunnen der Freundschaft: Gedichte. Beck, München 2007. ISBN 978-3-406-55930-3
- Der ewige Brunnen der Heiterkeit: Gedichte. Beck, München 2007. ISBN 978-3-406-55931-0
- Der ewige Brunnen der Liebe: Gedichte. Beck, München 2007. ISBN 978-3-406-55932-7
- Der ewige Brunnen des Trostes: Gedichte. Beck, München 2007. ISBN 978-3-406-55933-4

## Vertonungen
Max Beckschäfer:
- Schneemannlieder (2003). 14 Gesänge für Bariton und Klavier (Texte aus den Schneemanngedichten). UA 28. Mai 2003 München (Bayerische Akademie der Schönen Künste)
- Schwerelos (2018). Sechs Lieder für Mezzosopran und Klavier (2018). UA 22. Juni 2020 München. Liat Himmelheber (Mezzosopran), Kilian Sprau (Klavier)

Christian Dieck:
- Drei Gesänge für Sopran, Bariton und Klavier. UA 17. April 2007 München. Katrin Silja Kurz (Sopran), Henri Bonamy (Klavier)

1. Gefrorener Weiher – 2. Anderswo – 3. Übers Wasser
Wilfried Hiller:
- Erinnerung an Erinnerungen (2004). Lieder des Abschieds für Tenor, Bassflöte und Schlaginstrumente. UA 8. März 2004 München (Bayerische Akademie der Schönen Künste). Claes-Håkan Ahnsjö (Tenor), Irmela Nolte (Bassflöte), Stefan Blum (Schlagzeug)

1. Vielleicht ein Niemand („Du wirst leichter, Licht durchdringt dich“) – 2. Hans im Glück („Hans im Glück zählt seine Barschaft“) – 3. Im Zug („Noch einmal vorüber die Gärten, Hügel, loderndes Laub“) – 4. Laotse vergißt die Namen seiner Schüler („Unter dem Namenbaum hat er Schutz gesucht“)
- Die Himmelsscheibe von Nebra (2007) für gemischten Chor (SSATBB) a cappella und zwei Ambosse. Texte: Mimnermos und Albert von Schirnding („Wo ich die Scheibe vergrub / das Sonnenschiff unterging“). UA 13. Oktober 2007 Steingaden (Wieskirche). Deutscher Jugendkammerchor, Harald Rüschenbaum (Ambosse), Karl Zepnik (Leitung)
- Metamorphosen (2016/17) für einen Sprecher und zwei Violinen, nach Bildern und Skulpturen von Antje Tesche-Mentzen und Texten von Hans Christian Andersen, Wilhelm Deinert, Jens Peter Jacobsen, Hans Krieger, Michael Krüger, Paul Konrad Kurz, Friederike Mayröcker, Kevin Perryman, Rainer Maria Rilke, Albert von Schirnding (Amsel aus Höhersteigen) und aus der Tegernseer Briefsammlung. UA 16. Oktober 2017 München (Bayerische Akademie der Schönen Künste). Stefan Hunstein (Rezitation), Duo ASAP: Almuth Siegel, Ágnes Pusker (Violinen)

Jens Joneleit:
- Falterzug (1997/98). Vier Lieder für Mezzosopran, Klarinette, Horn, Fagott und Streichquintett

1. Lavendel, von Bienen umworben – 2. Aufbruch – 3. Die Wiederkehr – 4. Wir
- Beschwörung (1998) für Bariton und Kammerensemble (1.0.1.Kbklar.0.Kfg. – 1.0.1.0 – Schl.[1] – Hrf. – Str.: 0.0.1.1.1). UA 25. Oktober 2011 München (Museum Brandhorst; Thomas E. Bauer, ensemble risonanze erranti, Leitung: Peter Tilling)
- Blüte und Verhängnis (1999/2000). Sieben Lieder für Sopran und Orchester (Picc.2.2.Eh.2.Bklar.2.Kfg. – 4.3.3.1 – Schl.[2] – 4 Pk. – Cel. – Hrf. – Str.: 14.14.12.10.8)

1. Irgendwann – 2. Flucht – 3. Doppelgänger – 4. Sommerlang – 5. Der Baum – 6. Harmatinger Herbst – 7. Abschied
- Durst (2004/05). Drei Lieder für Frauenstimme und Klavier. UA 8. Oktober 2005 Regensburg (Pianohaus Metz). Monika Lichtenegger (Sopran), Mizuko Uchida (Klavier)

1. Glyptothek – 2. Durst – 3. Grün